# Малый окунь
Малый окунь (лат. Sebastes minor) — морская рыба семейства  скорпеновых (Scorpaenidae).

## Описание
Один из самых мелких представителей рода Sebastes, максимальная длина тела — 20 см.
Тело умеренно вытянутое, сжатое с боков, покрыто ктеноидной чешуёй. Нижняя челюсть выдаётся вперёд. Затылочные гребни небольшие, покрыты чешуёй. Спинной плавник с 12—13 колючими и 11—13 мягкими лучами. Между колючей и мягкой частями имеется выемка. В анальном плавнике 3 колючих и 6—8 мягких лучей. Хвостовой плавник усечённый, с небольшой выемкой. На первой жаберной дуге 33—39 тычинок. В боковой линии 27—31 чешуй. Позвонков 27—28.
Окраска тела бурая с золотистыми и белыми участками на боках. В верхней части тела неясные тёмные пятна, расположенные полосами.

## Распространение
Распространены в Японском море от севера Кореи и юга Хоккайдо до юго-западного Сахалина и Татарского пролива. Встречаются в Охотском море в заливах Анива и Терпения, и далее на север до Тауйской губы, а также в тихоокеанских водах Японии и южных Курильских островов. В период вымета личинок самки малого окуня обнаружены в верхних слоях пелагиали глубоководной зоны Охотского моря.

## Биология
Стайные морские рыбы с дневным типом активности. Обитают в прибрежье на глубинах от 1 до 120 м. При возникновении опасности практически не используют укрытия.

### Питание
В состав рациона входят придонные и пелагические ракообразные. В период вымета личинок самки продолжают питаться. Личинки и молодь питаются копеподами.

### Размножение
Как и другие представители рода Sebastes, малый окунь относится к живородящим рыбам с внутренним оплодотворением. Особи данного вида впервые созревают в возрасте 3—4-х лет. Спаривание происходит осенью. Сперма сохраняется в яичниках самки в течение нескольких месяцев до оплодотворения икры. Вылупление происходит внутри самки, личинки вымётываются в мае—июле. Вымет личинок единовременный, один раз в году.